# Etnocacerismo
L'etnocacerismo è una dottrina politica peruviana caratterizzata da nazionalismo etnico che evoca sia la forza e l'identità Inca dell'epoca pre-ispanica quanto il nazionalismo peruviano attraverso l'ammirazione del presidente ed eroe nella Guerra del Pacifico Andrés Avelino Cáceres. Di solito si chiama Movimento Etnocacerista o Movimento etnonazionalista peruviano. 
La dottrina etnocacerista fu creata da Isaac Humala.
Oggi i suoi rappresentanti più importanti sono Antauro Humala e Ollanta Humala, del Partito Nazionalista Peruviano (PNP), candidati per le elezioni presidenziali del Perù nel 2006.
Gli obiettivi del movimento includono la riaffermazione delle identità andina e della lingua quechua, come pure la formazione di uno stato che comprenda i territori dell'ex Impero Inca. 
Ciò include la sostituzione delle attuali élite spagnola e asiatica con membri della popolazione indios, ora emarginati dal potere. Esso si oppone anche gli interventi stranieri in economia, degli Stati Uniti ed in particolare del Cile, ritenuto un tradizionale rivale. La nazionalizzazione dell'industria peruviana (a cominciare dall'invertire le recenti privatizzazioni), l'attuazione della pena di morte in caso di tradimento contro la patria durante la guerra, stabilito dalla costituzione, la legalizzazione della coltivazione della coca per uso interno ma l'implacabile lotta contro il traffico di droga verso l'estero.